# Клапка, Рудольф
Рудольф Клапка (чеш. Rudolf Klapka; 24 августа 1889 или 24 февраля 1895, Жижков, Цислейтания — 11 сентября 1951) — чехословацкий футболист, игравший на позиции вратаря.
Выступал за клуб «Виктория» (Жижков), а также национальную сборную Чехословакии. Обладатель Среднечешского кубка. Победитель Межсоюзнических игр 1919 года. Участник Олимпийских игр 1920 года.

## Клубная карьера
На клубном уровне играл в клубе «Виктория» (Жижков), в составе которого дебютировал в 1912 году. Клуб выступал в Среднечешской лиге, а также принимал участие в розыгрыше Среднечешского кубка, в обоих турнирах принимали участие футбольные команды из городов Прага, Кладно и их окрестностей. В чемпионате самым высоким результатом «Виктории» стало третье место первенства 1920 года. В кубке клуб три года подряд выходил в финал, каждый раз играл против «Спарты». В 1919 и 1920 годах «Виктория» проиграла 1:2 и 1:5 соответственно. В 1921 году победила со счётом 3:0.

## Выступления за сборную
В 1919 году в составе сборной Чехословакии был участником Межсоюзнических игр, международных спортивных соревнований, организованных странами-победителями в Первой мировой войне. Участие в соревнованиях принимали действующие и бывшие военные вооружённых сил своих стран. Чехословакию в футбольном турнире представляли ведущие футболисты сильнейших клубов страны — пражских «Спарты» и «Славии», а также «Виктории» из Жижкова. Матчи турнира не входят в официальный реестр ФИФА. Игры проводились в Париже на новом стадионе Першинг.
Чехословакия выиграла группу Б, одержав три победы в матчах против сборных Бельгии (4:1), США (8:1) и Канады (3:2). В первых двух матчах турнира в воротах сборной играл Франтишек Пэйр, в игре против Канады ворота защищал Клапка. Играл он и в финальном матче, где соперником чехословацкой команды стала сборная Франции. Значительную часть матча французы выигрывали со счётом 2:1, но в конце игры сборная Чехословакии вырвала победу со счётом 3:2.
В 1920 году выступал в официальных матчах в составе национальной сборной Чехословакии (признанных ФИФА). Участвовал в Олимпийских играх 1920 года в Антверпене. В первом раунде сборная победила Югославию (4:1), а в четвертьфинале Норвегию (4:0). В полуфинале Чехословакия победила Францию (4:1). Финальную игру против хозяев турнира бельгийцев чехословацкая команда не доиграла, покинув поле при счёте 0:2 из-за пристрастного, с их точки зрения, судейства. Поводом для ухода с поля для сборной стало удаление Карела Стейнера на 39-й минуте матча за фол против нападающего бельгийцев, после чего капитан сборной Чехословакии Карел Пешек вывел свою команду с поля. В итоге Чехословакия была дисквалифицирована и не получила серебряные медали Олимпиады.

## Титулы и достижения
- Обладатель Среднечешского кубка: (1)

«Виктория»: 1921
- Победитель Межсоюзнических игр: (1)

Чехословакия: 1919